# 現代詩花椿賞
現代詩花椿賞（げんだいしはなつばきしょう）は、資生堂がメセナの一環として主催していた、現代詩の詩集を対象とした文学賞。毎年その年度（前年9月1日～当年8月31日）に発行されたすべての詩集の中から最も優れた詩集一冊に贈られる。発表は資生堂発行の月刊誌「花椿」にて行われる。全35回で終了。

## 受賞作
- 第1回（1983年）安西均『暗喩の夏』
- 第2回（1984年）吉増剛造『オシリス、石ノ神』
- 第3回（1985年）谷川俊太郎『よしなしうた 』
- 第4回（1986年）嵯峨信之『土地の名－人間の名』
- 第5回（1987年）木坂涼『ツッツッと』
- 第6回（1988年）安藤元雄『夜の音』
- 第7回（1989年）大岡信『故郷の水へのメッセージ』
- 第8回（1990年）高橋順子『幸福な葉っぱ』
- 第9回（1991年）稲川方人『2000光年のコノテーション』
- 第10回（1992年）財部鳥子『中庭幻灯片』
- 第11回（1993年）高橋睦郎『旅の絵 』
- 第12回（1994年）入沢康夫『漂ふ舟・わが地獄くだり』
- 第13回（1995年）八木幹夫『野菜畑のソクラテス』
- 第14回（1996年）辻征夫 『俳諧辻詩集』
- 第15回（1997年）小池昌代『永遠に来ないバス』
- 第16回（1998年）多田智満子『川のほとりに』
- 第17回（1999年）池井昌樹『月下の一群』
- 第18回（2000年）山崎るり子『だいどころ』
- 第19回（2001年）高貝弘也『再生する光』
- 第20回（2002年）清岡卓行『一瞬』
- 第21回（2003年）野村喜和夫『ニューインスピレーション』
- 第22回（2004年）八木忠栄『雲の縁側』
- 第23回（2005年）藤井貞和『神の子犬』
- 第24回（2006年）辻井喬『鷲がいて』
- 第25回（2007年）新川和江『記憶する水』
- 第26回（2008年）奥田春美『かめれおんの時間』
- 第27回（2009年）岩成達也『みどり、その日々を過ぎて。』
- 第28回（2010年）有働薫『幻影の足』
- 第29回（2011年）季村敏夫『ノミトビヒヨシマルの独言』
- 第30回（2012年）城戸朱理『漂流物』
- 第31回（2013年）藤原安紀子『ア ナザ ミミクリ』
- 第32回（2014年）石牟礼道子『祖さまの草の邑』
- 第33回（2015年）最果タヒ『死んでしまう系のぼくらに』[1]
- 第34回（2016年）伊藤悠子『まだ空はじゅうぶん明るいのに』[2]
- 第35回（2017年）井坂洋子『七月のひと房』